# Euplokamis octoptera
Euplokamis octoptera är en kammanetart som först beskrevs av Mertens 1833.  Euplokamis octoptera ingår i släktet Euplokamis och familjen Euplokamidae. Inga underarter finns listade i Catalogue of Life.